# 제라르 드브뢰
제라드 드브뢰(Gérard Debreu,프랑스어: [dəbʁø]; 1921년 7월 4일 ~ 2004년 12월 31일)는 프랑스의 경제학자이자 수학자이다. 1962년부터 일하기 시작한 캘리포니아 대학교 버클리의 교수로 가장 잘 알려져 있으며 1983년 노벨 경제학상을 수상하였다.

## 생애
드브뢰의 아버지는 드브뢰의 외할아버지와 같이 레이스 제조업 사업을 하는 동업자였다. 드브뢰가 어렸을 때 그의 아버지는 자살하였고 그의 어머니는 자연사하여 어린 나이에 고아가 되었다. 제2차 세계대전이 시작하기 전, 바칼로레아를 수료하고 그랑제콜을 준비하기 위해 엉베흐로 갔다. 이후에 드브뢰는 그랑제콜 준비를 완료하기 위해 그르노블로 옮겼다. 두 지역 모두 제2차 세계대전 당시 비시 프랑스 안에 있었다. 1941년에 고등사범학교에 합격을 했는데 거기서 앙리 카르탕과 부르바키 그룹의 영향을 많이 받았다. 1944년, 드브뢰가 마지막 시험을 보기 전에 노르망디 상륙작전이 이루어져 드브뢰는 시험을 보지 않고 프랑스 군대에 입대하였다. 그는 훈련을 위해 프랑스령 알제리로 옮겨졌고, 그 이후 1945년 6월까지 독일에 가서 복무하였다. 1945년 말과 1946년 초, 드브뢰는 수학 종합 시험 (Agrégation de Mathématiques exams)를 통과하였다. 이 즈음에 경제에 관심을 보이기 시작했고, 특히 레옹 발라스의 일반균형이론에 관심을 가지기 시작했다. 1946년에서 1948년까지 그는 프랑스 국립과학연구센터에서 조교로 있었다. 조교로 있던 2년 반 동안 드브뢰는 수학에서 경제로 연구 분야를 옮겼다. 1948년에 드브뢰는 록펠러 재단의 장학금을 받아 미국으로 가서 여러 대학을 둘러보았고, 1949년과 1950년에도 이 장학금으로 웁살라 대학교와 오슬로 대학교도 탐방하였다.
드브뢰는 1946는 프랑스아 블레드와 결혼하였고 1946년과 1950년에 두 딸을 얻었다. 2004년 83세에 새해 전날 사망하여 페르 라셰즈 공동묘지에 묻혔다.

## 학문적 경력
드브뢰는 1950년 여름부터 시카고 대학교의 코올스 경제학연구위원회에서 연구 조교로 일하기 시작했는데 거기에 5년 동안 있었다.
1954년에 드브뢰는 케네스 애로와 함께 〈경쟁 시장에서 균형의 존재〉( Existence of an Equilibrium for a Competitive Economy)라는 중요한 논문을 발표하였다. 이 논문에서 드브뢰와 애로는 미적분학에 기반한 방식 대신 위상수학을 이용하여 일반균형이 존재함을 수학적으로 증명해내었다.
1955년, 드브뢰는 예일 대학교로 옮겼다.
1959년, 드브뢰는 논문 〈가치론ː 경제적 평형에 대한 공리적 해석〉 (Theory of Value: An Axiomatic Analysis of Economic Equilibrium)을 출판하였다. 이 논문은 수리경제학의 가장 중요한 논문으로도 평가 받는다. 드브뢰는 그 밖에 곱집합으로 정의된 효용 함수를 덧셈 분해하는 것과 같이 기수 효용에 대하여 연구하였다. 이 논문에서 드브뢰는 완전경쟁시장에 대한 공리적 체계를 세웠다. 그의 주장의 핵심은 총수요에서 초과되는 수요의 대응 사라지는 가격 체계가 존재한다는 것이다. 또한 그는 불확실성이 결정론적 경제 모형에 어떻게 결합될 수 있는지도 설명하였다. 드브뢰는 조건부 재화라는 개념을 도입하였고, 이는 금융경제학에서 A-D 증권이라는 개념으로 많이 사용된다.
1960년에서 61까지 스탠포드 대학교의 행동과학 고등연구센터으로 옮겨서 연구하였다.
1962년 1월, 드브뢰는 캘리포니아 대학교 버클리로 옮겨 교수로 재직하였다.
1960년대 말과 1970년대에 드브뢰는 레이던 대학교, 케임브리지 대학교, 본 대학교, 파리 대학교 등 여러 대학교를 방문했다.
드브뢰의 후기 연구는 주로 미분 가능한 수학에 집중하였는데, 초과수요함수가 유한한 점에서 사라짐을, 즉 가격 균형점이 유한함을 증명하였다.
1976년 드브뢰는 레지옹 도뇌르 훈장을 수여받았다. 1983년에는 “일반 경쟁 균형 이론의 철저한 개량과 경제이론에 새로운 분석 기법을 활용한” 업적으로 노벨 경제학상을 수상하였다.
1990년 드브뢰는 전미경제학회의 회장으로 복직하였다.

## 주요 출판물
- "The Coefficient of Resource Utilization", 1951, Econometrica.
- "A Social Equilibrium Existence Theorem", 1952, 미국국립과학원회보.
- "Definite and Semi-Definite Quadratic Forms", 1952, Econometrica
- "Nonnegative Square Matrices", with I.N. Herstein, 1953, Econometrica.
- "Valuation Equilibrium and Pareto Optimum", 1954,  미국국립과학원회보'.
- "Existence of an Equilibrium for a Competitive Economy", 케네스 애로와 공동 저술, 1954, Econometrica.
- "Representation of a Preference Ordering by a Numerical Function", 1954, in Thrall et al., editors, Decision Processes.
- "A Classical Tax-Subsidy Problem", 1954, Econometrica.
- "Numerical Representations of Technological Change", 1954, Metroeconomica
- "Market Equilibrium", 1956, Proceedings of the NAS.
- "Stochastic Choice and Cardinal Utility", 1958, Econometrica
- "Cardinal Utility for Even-Chance Mixtures of Pairs of Sure Prospects", 1959, RES
- The Theory of Value: An axiomatic analysis of economic equilibrium, 1959
- "Topological Methods in Cardinal Utility Theory", 1960, in Arrow, Karlin and Suppes, editors, Mathematical Methods in the Social Sciences.
- "On 'An Identity in Arithmetic'", 1960, Proceedings of AMS
- "Economics Under Uncertainty", 1960, Économie Appliquée.
- "New Concepts and Techniques for Equilibrium Analysis", 1962, IER
- "On a Theorem by Scarf", 1963, RES.
- "A Limit Theorem on the Core of an Economy", 허버트 스카프와 공동 저술, 1964, IER.
- "Contuinity Properties of Paretian Utility", 1964, IER
- "Integration of Correspondences", 1967, Proceedings of Fifth Berkeley Symposium.
- "Preference Functions of Measure Spaces of Economic Agents", 1967, Econometrica.
- "Neighboring Economic Agents", 1969, La Décision.
- "Economies with a Finite Set of Equilibria", 1970, Econometrica.
- "Smooth Preferences", 1972, Econometrica.
- "The Limit of the Core of an Economy", 허버트 스카프와 공동 저술, 1972, in McGuire and Radner, editors, Decision and Organization
- "Excess Demand Functions", 1974, JMathE
- "Four Aspects of the Mathematical Theory of Economic Equilibrium", 1974, Proceedings of Int'l Congress of Mathematicians.
- "The Rate of Convergence of the Core of an Economy", 1975, JMathE.
- "The Application to Economics of Differential Topology and Global Analysis: Regular differentiable economies", 1976, AER.
- "Least Concave Utility Functions", 1976, JMathE.
- "Additively Decomposed Quasiconvex Functions", with T.C.Koopmans, 1982, Mathematical Programming.
- "Existence of Competitive Equilibrium", 1982, in Arrow and Intriligator, Handbook of Mathematical Economics
- Mathematical Economics: Twenty papers of Gérard Debreu, 1983.
- "Economic Theory in a Mathematical Mode: the Nobel lecture", 1984, AER.
- "Theoretic Models: Mathematical form and economic content", 1986, Econometrica.
- Debreu, Gérard (March 1991). “The Mathematization of economic theory”. 《아메리칸 이코노믹 리뷰》 81 (1): 1–7. JSTOR 2006785. (Presidential address delivered at the 103rd meeting of the American Economic Association, 29 December 1990, Washington, DC)
- "Innovation and Research: An Economist's Viewpoint on Uncertainty", 1994, Nobelists for the Future